# سلسلة العالم لكرة القاعدة 2011
سلسلة العالم لكرة القاعدة 2011 (بالإنجليزية: 2011 World Series)‏ هو الموسم 107 من  سلسلة العالم. أقيم خلال الفترة 19 أكتوبر 2011 وحتى 28 أكتوبر 2011، وأشرف على تنظيمه دوري كرة القاعدة الرئيسي، وفاز فيه سانت لويس كاردينالات بعد أن فاز بـ 4 مباراة.

## نتائج الموسم
| المركز | فريق                 | لعب | ف | ت | خ | له | عليه | ف.أ | نقاط | ملاحظة |
| ------ | -------------------- | --- | - | - | - | -- | ---- | --- | ---- | ------ |
|        | تكساس رينجرز         |     | 3 |   |   |    |      |     |      |        |
|        | سانت لويس كاردينالات |     | 4 |   |   |    |      |     |      |        |

## روابط خارجية
- سلسلة العالم لكرة القاعدة 2011 على موقع IMDb (الإنجليزية)